# Leonardo Alenza
Leonardo Alenza y Nieto (Madrid, 6 de noviembre de 1807 - Madrid, 30 de junio de 1845) fue un pintor romántico español.

## Biografía
Hijo de Valentín Alenza Recuenco, natural de Madrid, y María Nieto Sánchez, natural de Ávila. La pareja vivía en el segundo piso del número 18 de la Cava Baja, calle que era muy famosa entonces por la cantidad de posadas que había en ella. Su padre era un empleado en la Secretaría de Farmacia aficionado a la poesía y llegó a publicar algunos poemas en el Diario de Madrid, mientras que su madre es posible que muriese hacia 1813, contando Leonardo con unos seis o siete años.

### Estudios
El padre de Leonardo se casó de nuevo en 1817 con Micaela Bertrandi, una mujer apenas once años mayor que su hijo, y la familia se trasladó a vivir a la calle de los Estudios, junto al convento de los jesuitas, en cuyo Colegio Imperial de San Isidro probablemente estudió Leonardo las primeras letras, siendo compañero entre otros de Ventura de la Vega y de Juan Eugenio Hartzenbusch.
De allí pasó en 1819 a estudiar dibujo en el estudio de la Merced de la Academia de San Fernando, que estaba en el convento de la Merced; y fue ascendiendo con rapidez, pasando a los dieciséis años a las clases de la Academia en la calle de Alcalá. Sus profesores fueron sucesivamente el pintor Cástor González Velázquez, el grabador Vicente Peleguer, el escultor Francisco Elías Vallejo, el pintor José Maea, el escultor Esteban de Agreda, el escultor Pedro Hermoso, el pintor Zacarías González Velázquez y, por último, y durante seis años, el también pintor José Madrazo. En la clase de este último coincidirá con su hijo Federico Madrazo, y con José Elbo, José María Avrial y Luis Ferrant Llausas.
Salió definitivamente de las aulas de la Academia en 1833, año en el que realizó por encargo del Ayuntamiento de Madrid un Cuadro alegórico a la jura y proclamación de la reina Isabel II y poco después, y por encargo de la Corona, otro con el título de Dª María la Grande sosiega la rebelión de Segovia con su elocuencia y hace que reconozcan y abran las puertas de la ciudad al rey su hijo. Al año siguiente pinta para el cenotafio levantado con motivo de las exequias de Fernando VII hasta cinco grandes cuadros en grisalla.

### Primeros trabajos

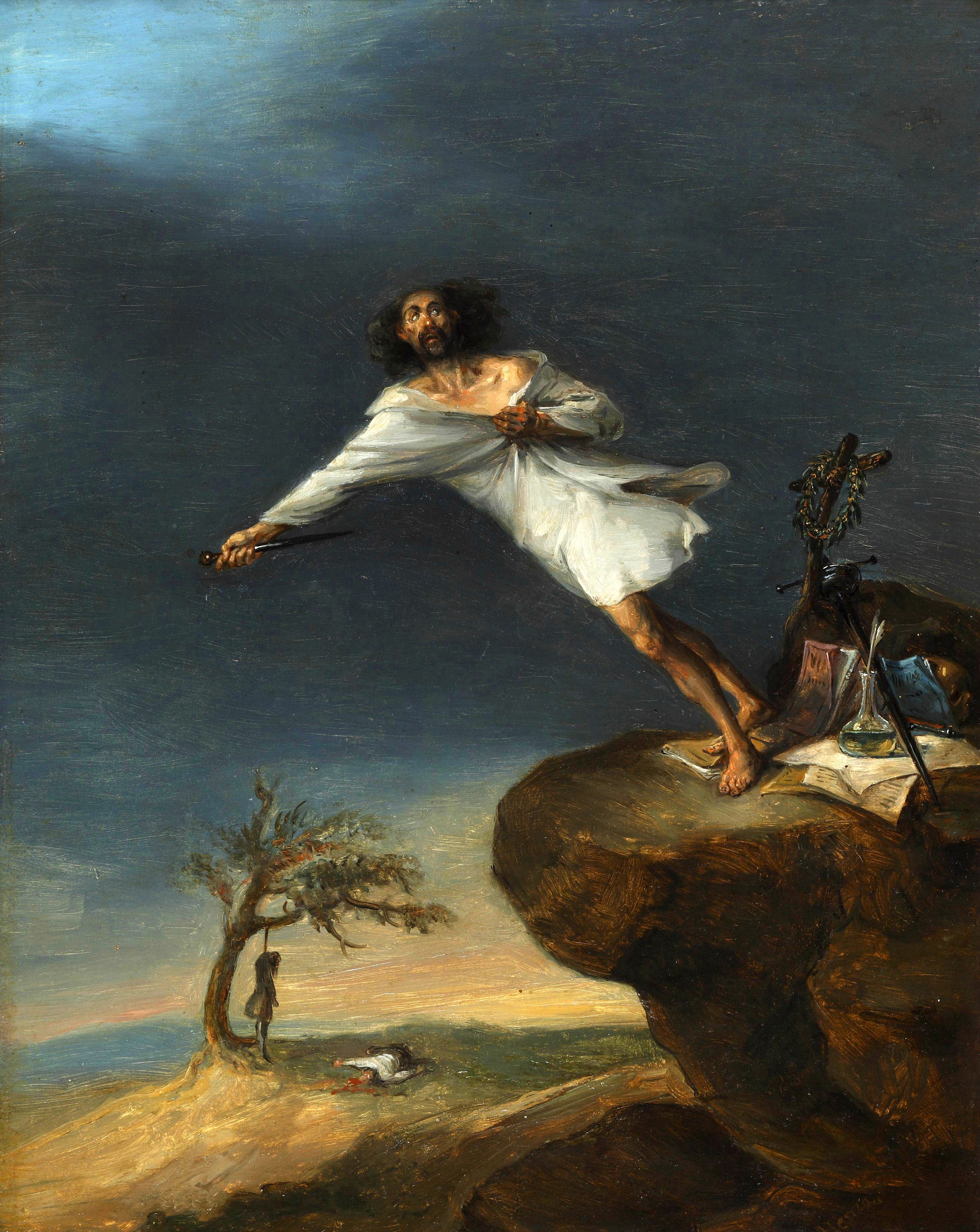
Los románticos o Suicida (h. 1839; Madrid, Museo del Romanticismo).

Comienza con estos encargos oficiales una carrera que se centrará fundamentalmente en sus participaciones en la exposición anual que hacía la Academia para San Mateo.
El año 1837 es testigo de varios acontecimientos de marcado sabor romántico: se estrena en el Coliseo del Príncipe el drama Los amantes de Teruel de Hartzenbusch, se publica El estudiante de Salamanca de Espronceda, ven la luz los primeros versos de José Zorrilla en El Artista y se suicida Mariano José de Larra. En ese año, Leonardo Alenza comienza a ilustrar con sus dibujos el Semanario Pintoresco Español de Mesonero Romanos y presenta en la exposición de la Academia seis caprichos. En 1839, dos de estos caprichos serán titulados Los románticos; son los posteriormente conocidos como suicidios del actual Museo del Romanticismo de Madrid. Ese mismo año deja de colaborar con el Semanario Pintoresco Español para pasar a ilustrar nuevas ediciones de la novela picaresca Gil Blas y de las obras completas de Quevedo, así como para abordar la decoración de locales públicos: el Café de Levante y la tienda Quiroga.
Pero todo esto lo detiene la enfermedad. A principios de 1842 solicita el título de Académico de Mérito en la Academia de San Fernando a la vez que la tuberculosis había hecho mella en su organismo y reconoce que «tenía la salud tan quebrantada que tenía que salir de Madrid para poder restablecerse». Por fin, el 6 de noviembre de 1842, el mismo día en que cumplía treinta y cinco años, Alenza se convertía en académico de mérito por la pintura de historia presentando para ello, un cuadro alejadísimo de su sensibilidad y modo de hacer, como es el David cortando la cabeza de Goliat.
Nuevas ilustraciones para la edición de Los españoles pintados por sí mismos, colaboraciones en prensa o participaciones en la exposición de la Academia, en la que llegó a ser profesor durante unos meses, marcan su etapa final. En 1844 participa en la exposición de la Academia con doce cuadritos de costumbres y un retrato, pero estaba ya tan gravemente enfermo que vivía en la Casa de Vacas del Retiro, porque se pensaba que los efluvios de las vacas eran beneficiosos para combatir la enfermedad.

### Final
Como Bécquer, Rosales o Alfonso XII, Alenza murió de tuberculosis en la madrugada del 30 de junio de 1845 en su casa del número 5 de la plaza de San Ildefonso, tercera y última casa en la que vivió en Madrid. Fue enterrado en un nicho del cementerio de San Ginés y San Luis gracias a que se abrió una suscripción entre sus amigos que evitó que sus restos pasaran a la fosa común que eran los seis patios que tenía.

## Obra
Cuadros suyos se conservan en el Museo del Prado, Academia de San Fernando, Museo del Romanticismo, Museo de Historia de Madrid, Museo Lázaro Galdiano, Ateneo de Madrid, Museo Cerralbo, Museo de Bellas Artes de Bilbao o Museo de Bellas Artes de Budapest. Se conservan también buenas colecciones de sus dibujos en la Biblioteca Nacional, 466 en total. Una docena de acuarelas y más de doscientos dibujos, entre ellos unos 40 conservados en los fondos del Museo Lázaro Galdiano y colecciones ya menores en el Museo del Romanticismo (55), en el Prado (21) o en el Museo de Historia de Madrid (10). Además, como grabador, en 1840 firmó una serie de aguafuertes titulados Caprichos con escenas costumbristas, y realizó al menos una litografía con diversos grupos de majos y manolas. Desde la segunda mitad del siglo xix tiene dedicada una calle en el barrio de Ríos Rosas del distrito de Chamberí de Madrid.

## Galería

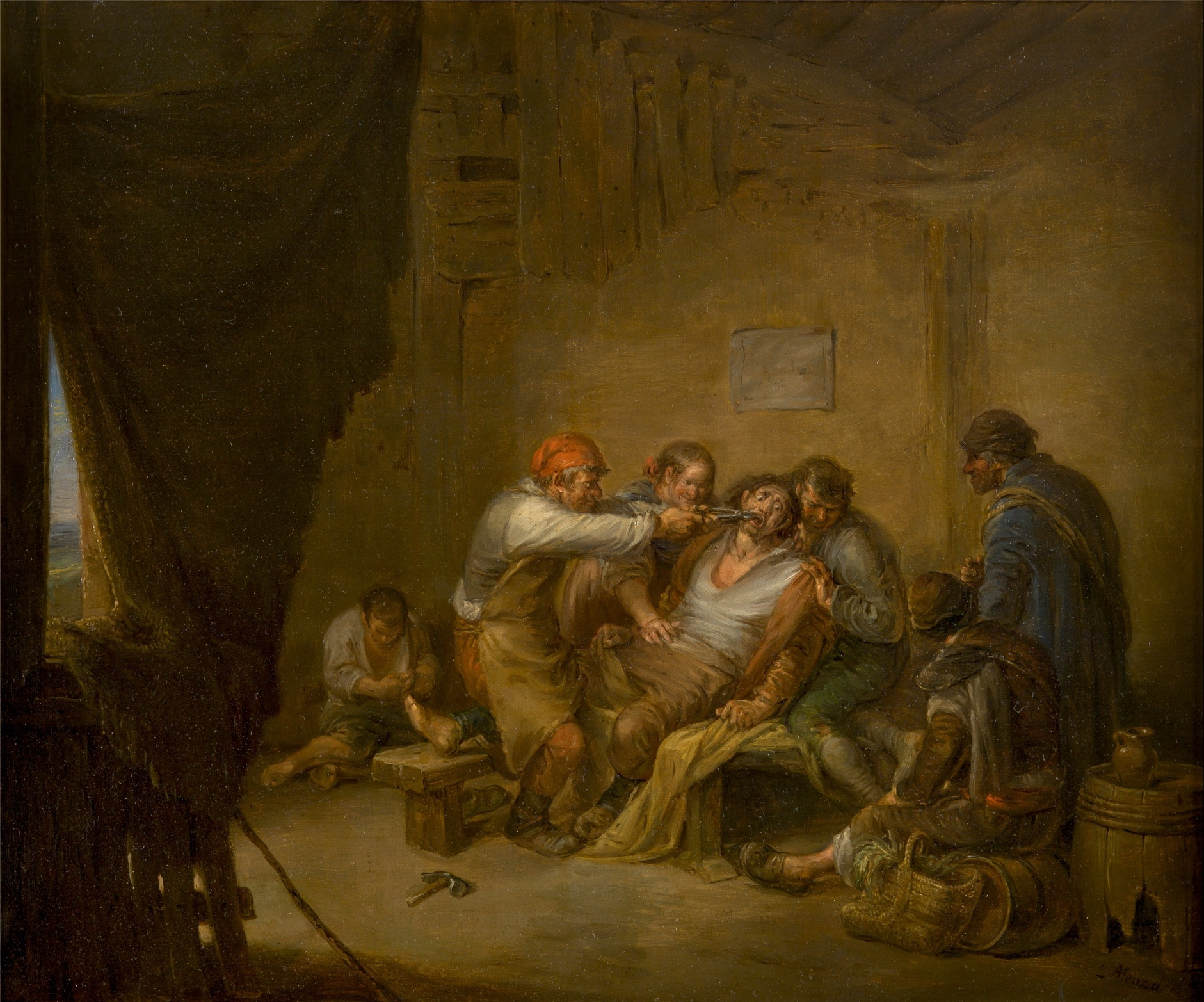
El sacamuelas (1844), Museo del Prado, Madrid.
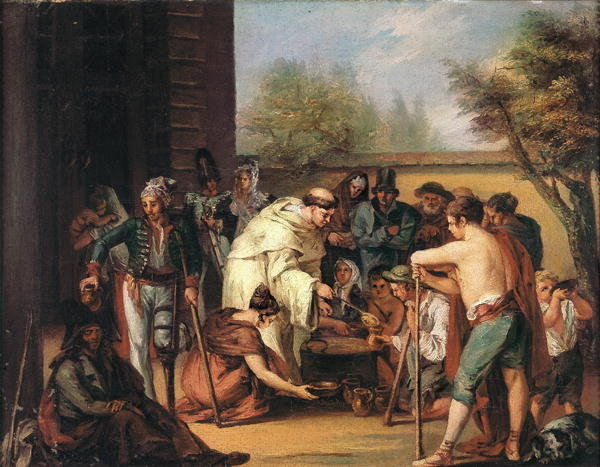
Distribuyendo sopa.
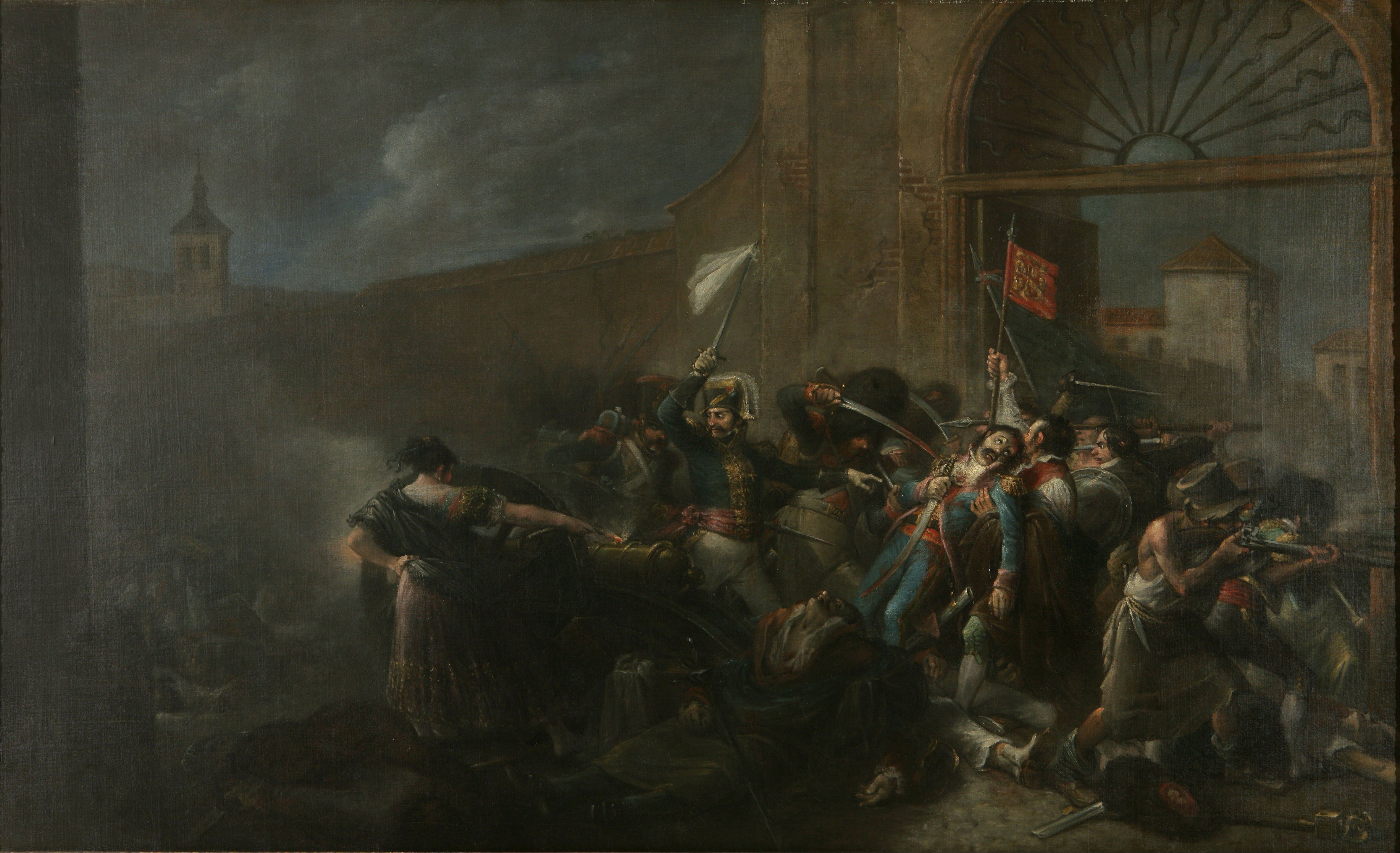
La muerte de Luis Daoiz en el cuartel de artillería de Monteleón (1835), Museo del Romanticismo, Madrid.
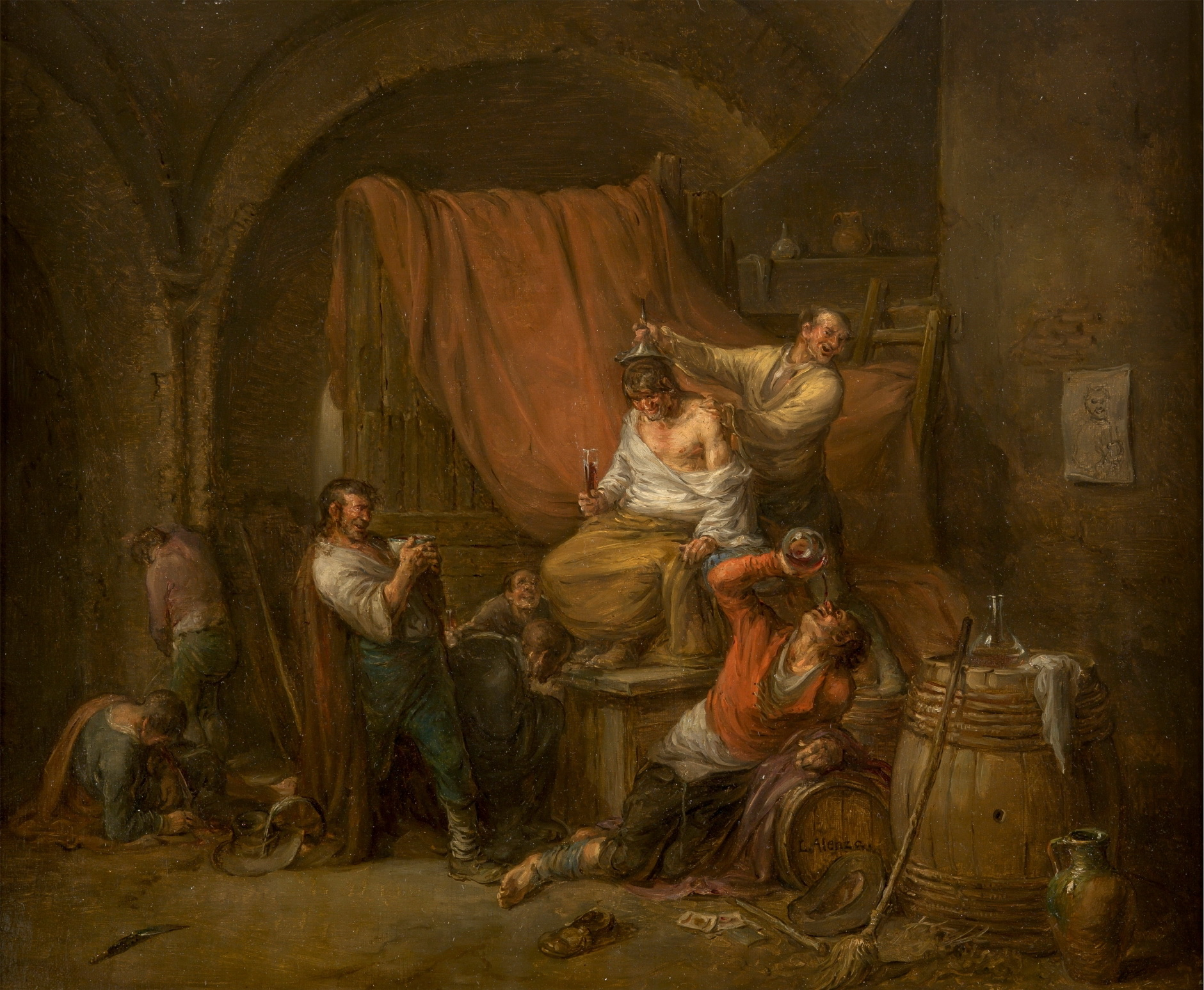
El triunfo de Baco.